# Relja Lukić (general)
Relja Lukić, bosansko-hercegovski general, * 23. januar 1915, † ?.

## Življenjepis
Leta 1940 se je pridružil KPJ; po poklicu je bil rudar. Leta 1941 se je pridružil NOVJ. Med vojno je bil politični komisar več enot. Po vojni je nadaljeval s tem delom; med drugim je bil tudi načelnik Šole rezervnih pehotnih častnikov.
Končal je VVA JLA.